# Philautus zimmeri
Philautus zimmeri är en groddjursart som först beskrevs av Ahl 1927.  Philautus zimmeri ingår i släktet Philautus och familjen trädgrodor. Inga underarter finns listade i Catalogue of Life.